# Basilika Notre-Dame la Blanche

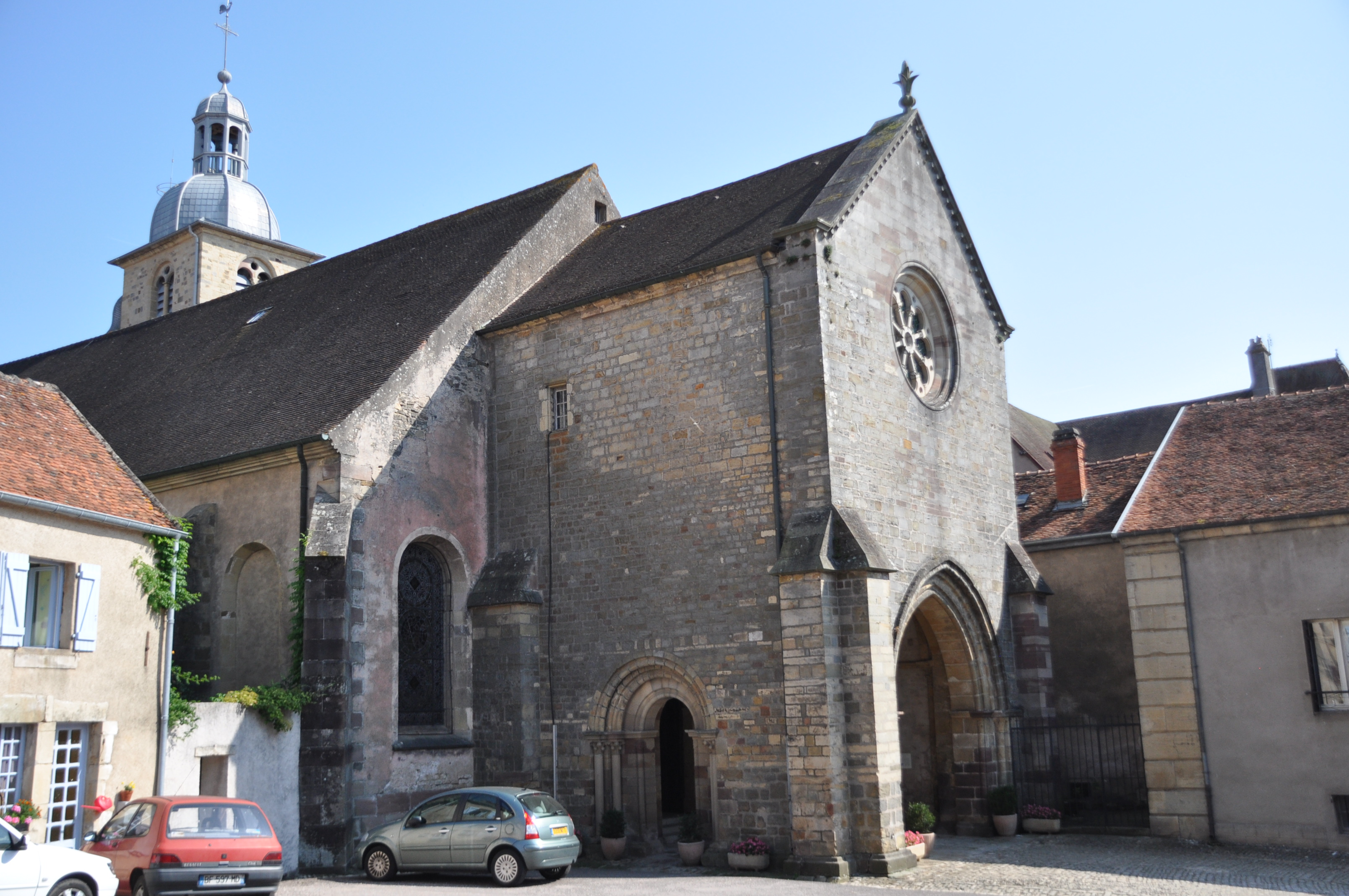
Basilika Notre-Dame la Blanche

Die Basilika Notre-Dame la Blanche ist eine römisch-katholische Kirche in Faverney, eine Kleinstadt im französischen Département Haute-Saône der Region Bourgogne-Franche-Comté. Die frühere Abteikirche ist heute eine Pfarrkirche des Erzbistums Besançon und trägt den Titel einer Basilica minor. Die Kirche der aus dem 8. Jahrhundert stammenden früheren Benediktinerabtei wurde ab dem 12. Jahrhundert im romanischen und gotischen Stil errichtet. Die Kirche ist seit 1846 als Monument historique denkmalgeschützt. Sie wurde 1912 von Papst Pius X. zur Basilica minor erhoben.

## Geschichte
Das Kloster an der Lanterne bildet den Kern des Ortes Faverney, 20 km nordwestlich von Vesoul. Im Jahre 722 gründete der hl. Wideradus, Gründer und zweiter Abt der Abtei St. Peter von Flavigny, für eine seiner Schwestern hier dieses Kloster und für eine weitere namens Dezius die Abtei Saint-Andoche de Saulieu.
Im 13. Jahrhundert wurde die Abtei von den Nonnen verlassen. Erzbischof Anséric gab sie 1132 dem Abt von La Chaise-Dieu, der benediktinische Ordensleute aus seinem Kloster entsandte. Die Abteikirche wurde unter den Äbten von Bernard, Pierre I., Lambert und Guichard gebaut. Sie erfuhr einige Veränderungen im Laufe der Zeit. Das Kirchenschiff und die Seitenschiffe wurden im romanischen Stil wahrscheinlich im 12. und 13. Jahrhundert erbaut und der Chor im gotischen Stil angefügt. Die Kirche wurde 1569 und 1595 geplündert.
An Pfingsten des Jahres 1608 ereignete sich das eucharistische Wunder von Faverney. Die Mönche stellten in der Abteikirche das Allerheiligste Sakrament in der Monstranz zur Anbetung aus. Ein Feuer zerstörte während der Nacht den Altar, doch die Monstranz, deren Inhalt unbeschädigt war, soll in der Luft geschwebt sein und sich erst nach dem Bau eines provisorischen Altars auf diesen niedergesenkt haben. In der Folge wurde das Kloster zu einem weit bekannten Pilgerziel.
Während der französischen Revolution wurden die Ordensleute aus der Abtei vertrieben und die Kirche 1803 zur Pfarrkirche. Ein Gebäude der Abtei wurde zum Rathaus, andere wurden zunächst als Gefängnis genutzt und dann in ein Militärhospiz umgewandelt, anschließend in Abschnitten an Privatpersonen weiterverkauft. 1846 erhielt die Kirche den Status eines Monument historique. Die Abtei wurde nach der Renovierung zum 300. Jahrestag des Sakramentswunders zeitweise als Klöpplerinnenschule und Brennerei genutzt. 1912 wurde die Kirche durch Papst Pius X. zur Basilica minor erhoben. Von 1911 bis 1967 waren erneut Ordensleute ansässig und die neu errichteten Gebäude waren Sitz eines Philosophieseminars. 1996 wurden weitere Teile der Abtei denkmalgeschützt.

## Architektur

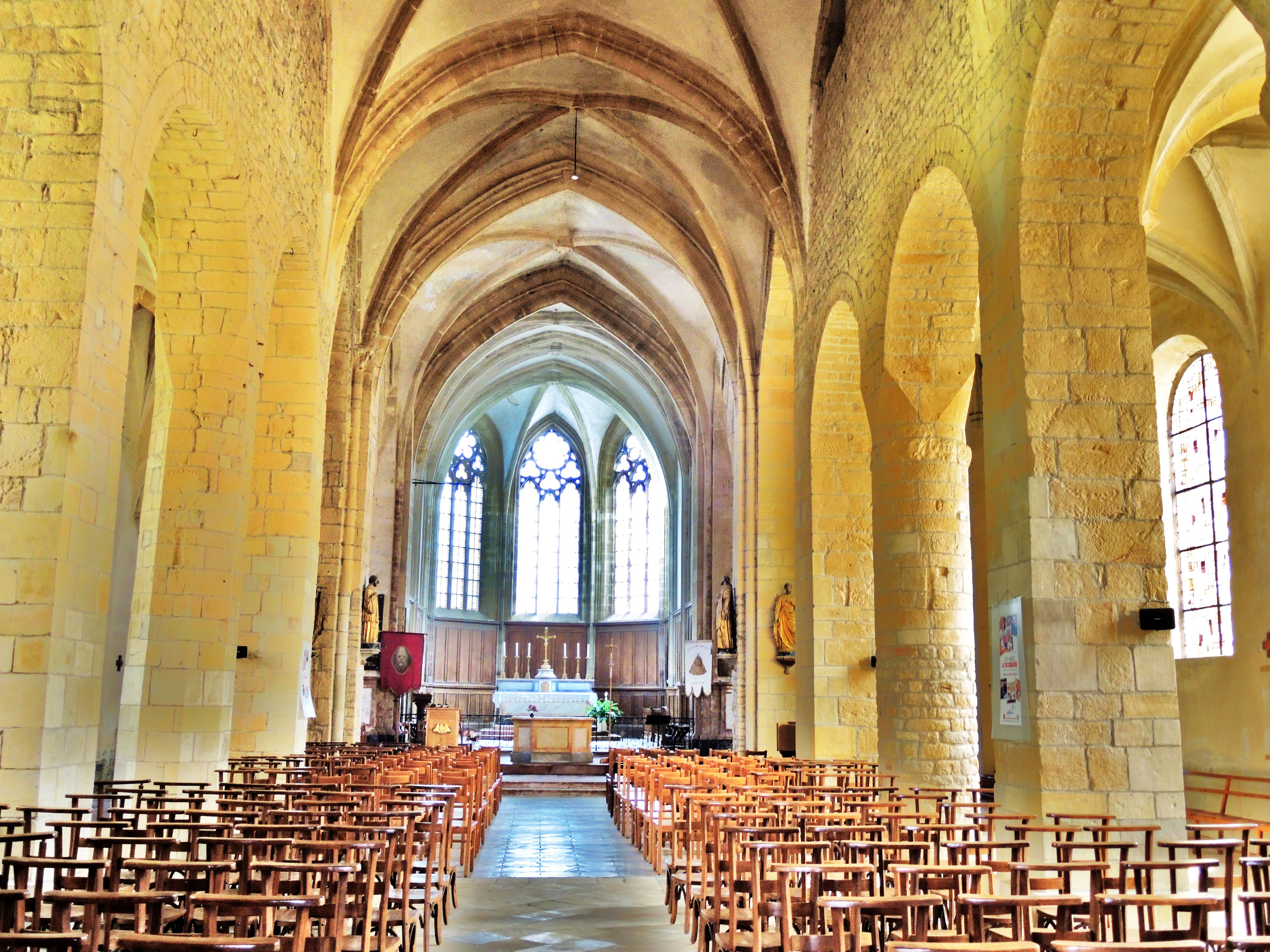
Innenraum mit Blick zum Chor

Die ostete Abteikirche wurde als dreischiffige Pseudobasilika errichtet. Das Kirchenschiff besitzt eine Länge von 31 Metern und eine Breite von 8 Metern, die Höhe erreicht 16 Meter, die Seitenschiffe haben eine Breite von 4 Metern bei einer Höhe von 8 Metern, die abgrenzenden Rundbogenarkaden sind 6,90 Meter hoch. Die Pfeiler sind abwechselnd rund, achteckig oder quadratisch ohne Basen und Kapitelle. Das Kirchenschiff hatte ursprünglich ein sichtbares Gebälk, das auf dem inneren Gesims ruhte, und über jedem Bogen befand sich 8 Meter über dem Boden ein Bogenfenster. Die Seitenschiffe wurden früher durch Rundbogenfenster derselben Größe wie die des Kirchenschiffs beleuchtet. Eines ist heute noch auf der rechten Seite des Seitenschiffs neben der Vorhalle zu sehen. Das Querhaus misst in der Breite 26 Meter, in der südlichen Ecke zum Langhaus erhebt sich davor der Glockenturm. Der Chor besitzt einen Fünfachtelschluss.
Im Anschluss an das Kirchenschiff öffnet sich auf der linken Seite des Gebäudes eine alte Kapelle der Herren von Amance, deren Wappen auf dem Eckpunkt zu sehen ist. Diese ursprüngliche Antoniuskapelle wurde 1617 zur Kapelle der Heiligen Hostie.
Der Chor hat eine Länge von 13 Metern. Er war früher durch das Gitter von der Vierung getrennt, das durch einen Kommuniontisch aus dem 18. Jahrhundert ersetzt wurde, an dessen linker Ecke sich der Ort des Wunders befindet.

## Ausstattung
Der Hauptaltar aus Sampans-Marmor stammt aus dem 18. Jahrhundert, auf seiner rechten Seite befindet sich ein dreigeteiltes Becken aus dem 15. Jahrhundert, das im 18. Jahrhundert restauriert wurde. Auf der linken Seite des Hauptaltars befindet sich eine Pietà-Gruppe aus polychromem Holz, die am Beginn des 16. Jahrhunderts geschaffen wurde. Dieses breite Grabgewölbe beherbergte einst das Grab von Johann II. von Burgund. Am Fuße des Hauptaltars liegen die Grabplatten von vier Äbten von Faverney, die in der Krypta beigesetzt wurden.
Auf dem rechten Seiteneintritt durch das Hauptportal befindet sich ein Kruzifix aus Eichenholz, der bei der Revolution beschädigt und zwei Jahrhunderte später, 1911, restauriert wurde.
Auf der Eingangsempore befindet sich eine Orgel, deren Instrumentalteil aus dem Jahr 1861 von Barker und Verschneider ist. Dieses Instrument wurde 1883 und 1887 von L. F. Callinet restauriert.